# 코쿠분 유카리
코쿠분 유카리(國分優香里 1983년 2월 8일생)는 일본의 여자 성우이다. 사이타마현 출신. 파워 라이즈 소속이다.

## 출연작

### TV애니메이션
2005년
- 피치걸(나미,스미레)
- 충사(비키)

2006년
- 지켜줘 롤리팝 (고우)
- 가정교사 히트맨 리본(사와다 츠나요시)
- 요괴인간 (마셀,소녀)
- 부탁해요 마이 멜로디 2(이이지마 나오미)

2007년
- 부탁해요 마이 멜로디 3(이이지마 나오미)
- SD건담 삼국전 Brave Battle Warriors (아이)

2012년
- 고쿠죠.～극락원여자고기숙사 이야기 (오쿠 카나메)
- 전국 콜렉션 (마쓰다군)

2017년
- Dies irae (남자아이A)